# 59 Virginis
59 Virginis (59 Vir / E Virginis / HD 115383) es una estrella en la constelación de Virgo, situada al norte de la misma, aproximadamente 4° al sureste de Vindemiatrix (ε Virginis) y 4° al norte de σ Virginis. De magnitud aparente +5,22, se encuentra a 59 años luz del sistema solar.
59 Virginis es una enana amarilla de tipo espectral G0V con una temperatura de 6120 K.
Semejante a 61 Virginis y 70 Virginis, en esta misma constelación, 59 Virgnis brilla con una luminosidad 2,29 veces mayor que la luminosidad solar y tiene una metalicidad comparable a la del Sol.
De mayor masa que nuestra estrella —entre 1,10 y 1,26 masas solares—, existen estimaciones muy diferentes sobre su edad. En general, es considerada una estrella joven, con una antigüedad entre 400 y 1600 millones de años —compárese con la edad del Sol, 4600 millones de años—. Sin embargo, su edad estimada mediante girocronología —método que se basa en la velocidad de rotación estelar, considerando el período de rotación de 59 Virginis de 3,3 días— es notablemente inferior, 122 millones de años.
El estudio de la radiación infrarroja emitida por 59 Virginis a 24 y 70 μm no permite inferir la presencia de un disco circunestelar de polvo a su alrededor.